# 寺山怜
寺山 怜（てらやま れい、1990年12月20日 - ）は、日本棋院東京本院所属の囲碁棋士。六段。東京都出身、藤澤一就八段門下。
主な実績に第10回若鯉戦優勝、第63回NHK杯準優勝など。

## 来歴
東京都出身。小学5年生ごろに囲碁を始め、藤澤一就が主宰する新宿こども囲碁教室に通い出す。当時の棋力はアマ15級ほどで、教室に入ったのもたまたま囲碁大会で目にしたチラシがきっかけだったが、そこから様々な棋力の相手と対局を重ね、勝敗に一喜一憂するうちに囲碁にはまり込んでいった。師匠の藤澤とも数多く対局したという。
その後日本棋院の院生となり、2004年の冬季棋士採用試験では、11-12月の本戦にて4勝13敗で16位、2005年は本戦7勝8敗の10位、2006年は本戦9勝6敗の6位。2007年、4-6月の院生研修成績1位により、夏季棋士採用試験に合格。2007年夏季、16歳で入段を果たした。同期に鈴木伸二・伊藤優詩・熊本秀生・王景怡。
2009年には第34期新人王戦で準決勝まで進出。2010年には第5回広島アルミ杯若鯉戦 優勝（非公式戦）。2011年、第8回中野杯U20選手権で準優勝（非公式戦）。
2015年、公式戦となった第10回広島アルミ杯若鯉戦にて優勝し、自身初タイトルを獲得。
2016年、第63回NHK杯トーナメントで一力遼七段・三村智保九段・今村俊也九段・河野臨九段に勝利し決勝進出。決勝で張栩九段に敗れるも準優勝を飾る。
2017年、第64回NHK杯トーナメントではベスト8。また、第26期竜星戦でもベスト4まで勝ち進んだ。第73期本因坊戦では最終予選決勝まで進出したが、小林覚九段に敗れ初のリーグ入りはならず。
棋聖戦での最高成績はBリーグ（第44期）。

## 人物
- 手厚く構えて中盤以降に力を発揮する棋風[12]。師匠の藤澤は、藤澤一就門下では最も藤沢秀行に近い棋風かもしれないと語っている[12]。
- 新宿こども囲碁教室はその後も多数の棋士を輩出しているが、寺山は初の教室出身のプロ[2]。当時の教室は『ヒカルの碁』ブームで200人ほどの生徒を抱えていたが、その中でも寺山は高い集中力で頭角を現していったという[2]。寺山も、教室で楽しく向上心を持ちながら学べたことに感謝の言葉を語っている[1]。
- 囲碁殿堂ノミネート委員会委員[13]。

## 棋歴

### 獲得タイトル
- 若鯉杯 1回（2015年・第10回）

### 良績
- 竜星戦 ベスト4（第26期）
- NHK杯 準優勝（第63回）
- 若鯉戦 優勝（2010年・第5回、当時は非公式戦）
- 中野杯 準優勝（第8回、非公式戦）

### 昇段履歴
- 2007年夏季 入段
- 2009年6月19日 二段（勝数規定）[14]
- 2011年8月30日 三段（勝数規定）[15]
- 2014年5月30日 四段（勝数規定）[16]
- 2017年7月28日 五段（勝数規定）[17]
- 2020年1月1日 六段（賞金ランキング）[18]

## 著書
- 2017年3月1日 ヨセの強化書 基礎編 （日本棋院）
- 2017年12月1日 ヨセの強化書 応用編 （日本棋院）
- 2019年1月16日 寺山怜の流れをつかむ「弱い石」戦法 （NHK出版）
- 2019年1月26日 誰でもカンタン! 図解で分かる囲碁の読み（マイナビ出版）
- 2020年6月30日 大局観が劇的に良くなる!囲碁・上達のための棋譜並べ （マイナビ出版。藤澤一就監修、本木克弥・広瀬優一・上野愛咲美との共著）
- 2021年7月22日 古碁×AI 秀和と秀策に学ぶ勝負術 （マイナビ出版）
- 2022年8月16日 自然と身につく 囲碁・筋が良くなる方法 （マイナビ出版）